# School Is Boring
School is boring è un album di Daniele Luttazzi pubblicato nel 2007. 

## Descrizione
Arrangiato da Massimo Nunzi, l'album contiene dieci canzoni (più una reprise musicale con assolo di Stefano Di Battista a chiudere l'album) scritte dal 1979 al 2005.
Il filo conduttore dei dieci brani, spiega Luttazzi, è quello dell'impatto con la realtà: "Sono storie di sopravvivenza."
Luttazzi dichiara che il suo metodo compositivo è quello di far interagire i quattro elementi di una canzone (testo, melodia, armonia e arrangiamento) per ottenere gli effetti che si prefigge e fa l'esempio della canzone Wet out:  "La narrazione musicale è divertita, in tono maggiore, il testo parla d’aborto e l’effetto di contrasto è quello del grottesco, che a me piace molto perché è l’unico che può veicolare il dolore."
Nel brano The Flowers in Spring, Luttazzi duetta con la cantante jazz Ada Montellanico.
Da segnalare la presenza in organico del trombettista Andy Gravish, che suonò nelle orchestre di Frank Sinatra e di Tony Bennett.

## Tracce
1. A Place of Cries – 3:59
2. Dreams Come True – 3:16
3. The Broken Hearted – 3:42
4. Three Kind of Paper – 3:47
5. The Flowers in Spring – 3:41
6. Travelling Alone – 4:04
7. School Is Boring – 2:46
8. Sobbing in Shame – 3:33
9. Words of Love – 4:39
10. Wet Out – 4:35
11. Sobbing Reprise – 2:42

## Formazione
- Daniele Luttazzi – voce, cori
- Davide Aru – chitarra
- Marcello Surace – batteria
- Mario Guarini – basso
- Giampiero Grani – tastiera
- Andy Gravish – tromba, flicorno
- Luca Begonia – trombone
- Stefano Di Battista – sax alto
- Max Ionata – sax tenore
- Jerry Popolo – clarino, sax
- Marco Guidolotti – clarino, sax
- Ada Montellanico, Fulvio Tomaino – cori